# Histoire générale de l'Amérique latine

L’Histoire générale de l'Amérique latine fait partie de la collection des Histoires générales et régionales de l'UNESCO. Cette publication a pour but de contribuer à la compréhension mutuelle et au dialogue entre les cultures et les civilisations, tout comme l’ensemble de la collection qui cherche à illustrer les rencontres entre les cultures au fil de l’histoire et de leurs contributions respectives au progrès général de l’humanité. Cela a été possible grâce à la promotion d’une vision pluraliste de l’histoire.

## Principaux thèmes et objectifs
L’Histoire générale de l'Amérique latine propose une nouvelle approche de l’histoire de l’Amérique latine. Elle a pour ambition de mettre en avant à la fois l’unité et la diversité de la région et souligne l’importante contribution des sociétés d’Amérique latine (indigènes et autres) au progrès de l’humanité. L'Amérique latine est une région géoculturelle majeure du monde et son rôle sur la scène culturelle mondiale est indiscutable. La région est reconnue pour ses efforts actuels et victorieux pour développer un ensemble de sociétés modernes démocratiques. Cette entité est bien une réalité historique.
Le projet, coordonné et dirigé par l’UNESCO et par un comité scientifique composé de 240 chercheurs et savants reconnus du monde entier, a abouti à la publication de neuf volumes d’études sur l’histoire des idées, des civilisations, des sociétés et des institutions ayant participé au développement de l’Amérique latine, de l’ère précolombienne au XXe siècle. Ayant recours aux outils méthodologiques de l’historiographie habituelle, les volumes présentent les sociétés indigènes d’Amérique latine, leurs contacts avec la culture européenne, l’ordre colonial et le rôle des communautés africaines dans la région afin de mettre en lumière l’histoire des interactions inter-continentales dans cette partie du monde.
Débutée en 1983 et publiée en espagnol, l’objectif principal de  l’Histoire générale de l'Amérique latine est de développer la conscience historique de la région.

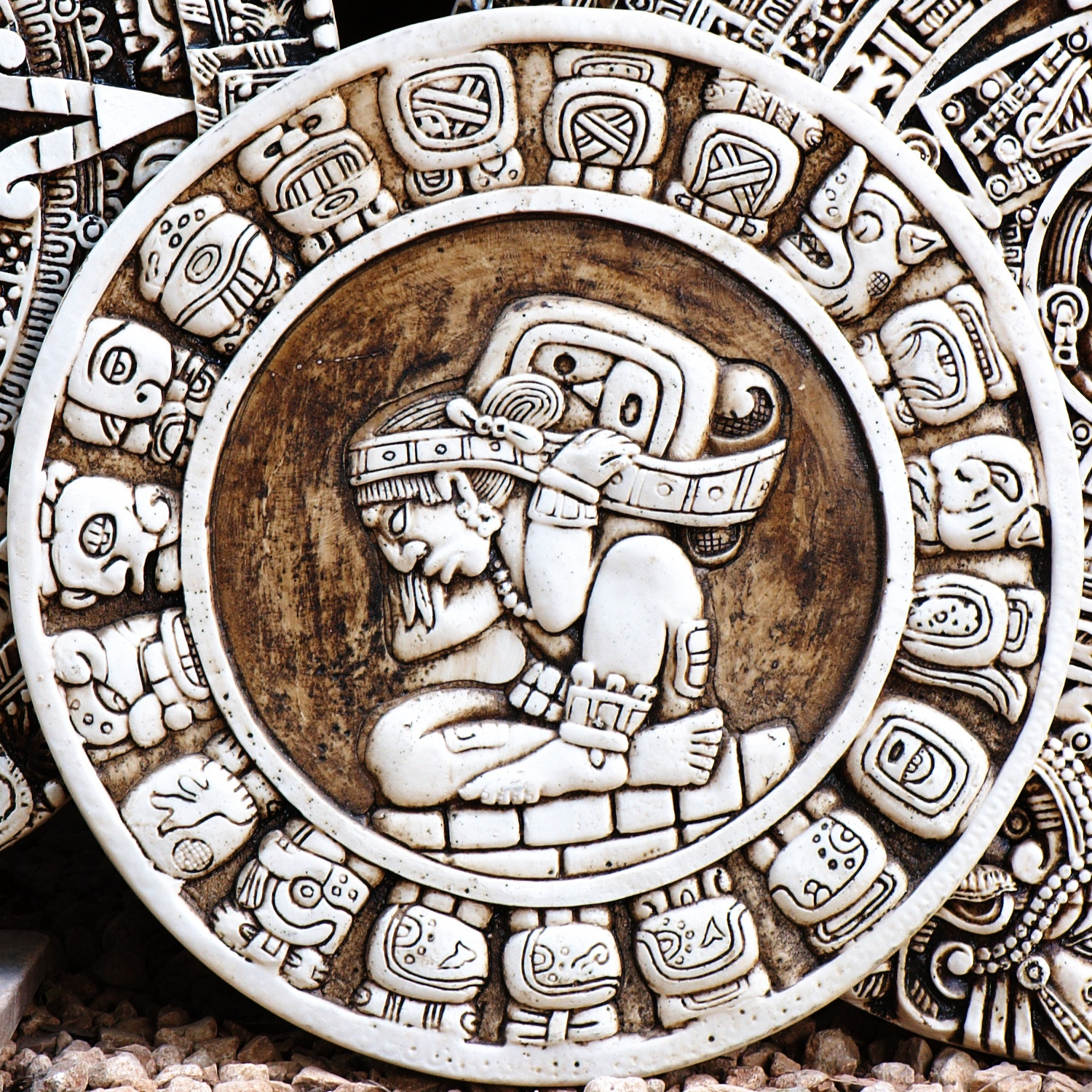
Cercle du Zodiaque Maya - Photo prise par Theilr via Wikimedia Commons

## Histoire
Son existence est due au fait que l’UNESCO se consacre à l’étude des comportements humains et à la manière de promouvoir la discussion et le dialogue parmi les peuples et les nations. L’Histoire générale de l'Amérique latine apporte une importante contribution à cet objectif. Le projet a été initialement suggéré dans les recommandations d’une réunion d’experts convoqués par le Directeur général de l’UNESCO à Lima, au Pérou en 1967. En 1983 un comité de rédaction de 21 membres (dont les deux tiers étaient spécialistes de l’Amérique latine a été mis en place et le projet a été achevé en 2009.

## Volumes
- Volume I : The Indigenous Societies

Directeurs du volume : T. Rojas Rabiela et J.V. Murra
- Volume II : Early Contact and the Creation of New Societies

Directeurs du volume : F. Pease et F. Moya Pons
- Volume III : Consolidation of the Colonial Order

Directeurs du volume : A. Castillero Calvo et A. Kuethe
- Volume IV : American Processes Towards Colonial Redefinition

Directeurs du volume : E. Tandeter et J. Hidalgo Lehuedé 
- Volume V : The Structural Crisis in Societies

Directeurs du volume : G. Carrera Damas et J.V. Lombardi
- Volume VI : The Construction of the Latin American Nations

Directeurs du volume : J. Zoraida Vásquez et M. Miño Grijalva
- Volume VII : National Latin American Projects : Instruments and Articulation (1870-1930)

Directeurs du volume : E. Ayala Mora et E. Posada Carbó  
- Volume VIII : Latin America Since 1930

Directeurs du volume : M. Palacios et G. Weinberg 
- Volume IX : Theory and Methodology in the History of Latin America

Directeurs du volume : E. de Rezende Martins et H. Pérez Brignoli